# المركاض (تونس)
المركاض هو مكان في مدينة تونس العاصمة.

## الموقع
يقع المركاض عند تقاطع أربعة شوارع :
- شارع المركاض.
- شارع طاهر الحداد.
- شارع بوخريس.
- شارع عبد الوهاب.

## أصل التسمية
يعود أصل التسمية من الكلمة الإسبانية mercado.
يسميه البعض ميدان سوق الخيول لأنه المكان الذي يتم فيه بيع وشراء الخيول أو البغال.